# قره پاپاق (میاندوآب)
قره پاپاق یک روستا در ایران است که در دهستان مرحمت‌آباد جنوبی واقع شده‌است. قره پاپاق ۳۳۴ نفر جمعیت دارد.